# District de Banbridge
Le district de Banbridge (Banbridge District en anglais et Ceantar Dhroichead na Banna en gaélique d’Irlande), officiellement appelé Banbridge (Droichead na Banna en gaélique d’Irlande), est un ancien district de gouvernement local d’Irlande-du-Nord.
Créé en octobre 1973, il fusionne avec la cité et district d’Armagh et le borough de Craigavon en mars 2015 pour créer un autre district de gouvernement local, Armagh, Banbridge and Craigavon.

## Géographie
Le district est situé dans le comté de Down.

## Histoire
Un district de gouvernement local (local government district en anglais) du nom de Banbridge est créé le 17 juillet 1972 par le Local Government (Boundaries) Order (Northern Ireland) du 20 juin 1972. Les institutions du district entrent en vigueur à compter du 1er octobre 1973 au sens du Local Government Act (Northern Ireland) du 23 mars 1972.
La majeure partie des territoires de la cité et district d’Armagh, du district de Banbridge et du borough de Craigavon sont réunis par le Local Government (Boundaries) Act (Northern Ireland) du 23 mai 2008. Le borough résultant de la fusion des anciens districts, Armagh, Banbridge and Craigavon, est créé à compter du 1er avril 2015 par le Local Government (Boundaries) Order (Northern Ireland) du 30 novembre 2012.

## Administration

### Conseil
Le Banbridge District Council, littéralement, le « conseil du district de Banbridge », est l’assemblée délibérante du district de Banbridge, composée de 15 (1973-1993) puis de 17 membres (1993-2015), appelés les conseillers (councillors).
Un président (chairman) et un vice-maire (deputy chairman) sont élus parmi les conseillers à l’occasion de chaque réunion générale annuelle du conseil du district.

### Circonscriptions électorales
Le district de gouvernement local est divisé en autant de sections électorales (wards en anglais) que de conseillers. Celles-ci sont distribuées par zone électorale de district (district electoral area).
| Zone                           | 1973-1985,                                                                               | 1985-1993                                                                        | 1993-2015                                                              |
| ------------------------------ | ---------------------------------------------------------------------------------------- | -------------------------------------------------------------------------------- | ---------------------------------------------------------------------- |
| Première zone et ses sections  | A (7 sièges)                                                                             | Banbridge Town (5 sièges)                                                        | Banbridge Town (6 sièges)                                              |
| Première zone et ses sections  | - Ballydown - Central - Edenderry - Gilford - Lawrencetown - Loughbrickland - Seapatrick | - Ballydown - Banbridge West - Edenderry - Fort - Seapatrick                     | - Ballydown - Banbridge West - The Cut - Edenderry - Fort - Seapatrick |
| Deuxième zone et ses sections  | B (8 sièges)                                                                             | Dromore (5 sièges)                                                               | Dromore (5 sièges)                                                     |
| Deuxième zone et ses sections  | - Annaclone - Ballyoolymore - Croob - Dromore - Drumadonnell - Garran - Quilly - Skeagh  | - Croob - Dromore North - Dromore South - Garran - Quilly                        | - Ballyward - Dromore North - Dromore South - Gransha - Quilly         |
| Troisième zone et ses sections |                                                                                          | Knickiveagh (5 sièges)                                                           | Knickiveagh (6 sièges)                                                 |
| Troisième zone et ses sections | - Bannside - Gilford - Katesbridge - Lawrencetown - Loughbrickland                       | - Bannside - Gilford - Katesbridge - Lawrencetown - Loughbrickland - Rathfriland |                                                                        |